# Ananke (maan)
Ananke is in afstand de 23e maan van Jupiter. Ze is vernoemd naar de moeder van Adrastea (mythologie). Ananke heeft een lage dichtheid en draait in een vreemde baan om de planeet. Ananke is vrij zeker geen natuurlijke maan van Jupiter (planeet), maar een ingevangen planetoïde. Aanwijzingen hiervoor zijn dat de maan in een baan tegen de draairichting van Jupiter in draait en de zeer scherpe glooiingshoek van 147 graden.
Over Ananke is verder weinig bekend.